# Hemidactylus mrimaensis
Espèce
Hemidactylus mrimaensis est une espèce de geckos de la famille des Gekkonidae.

## Répartition
Cette espèce est endémique de la province de la côte au Kenya.

## Étymologie
Son nom d'espèce, composé de mrima et du suffixe latin -ensis, « qui vit dans, qui habite », lui a été donné en référence au lieu de sa découverte, la forêt Kaya Mrima.

## Publication originale
- Malonza & Bauer, 2014 : A new species of arboreal forest-dwelling gecko (Hemidactylus: Squamata: Gekkonidae) from coastal Kenya, East Africa. Zootaxa, 3786 (2), p. 192–200.